# Quercus bicolor

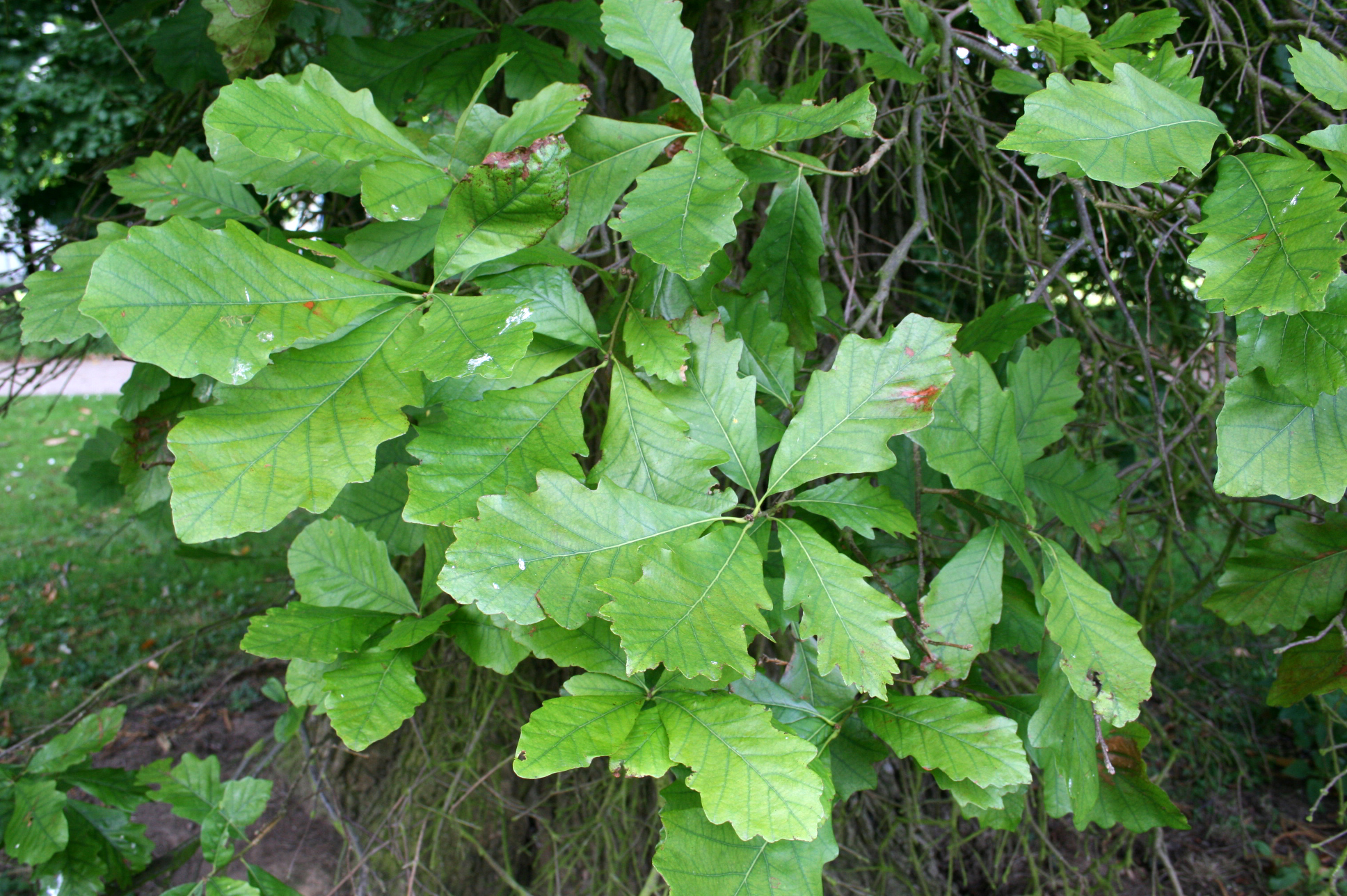
Roure blanc dels aiguamolls

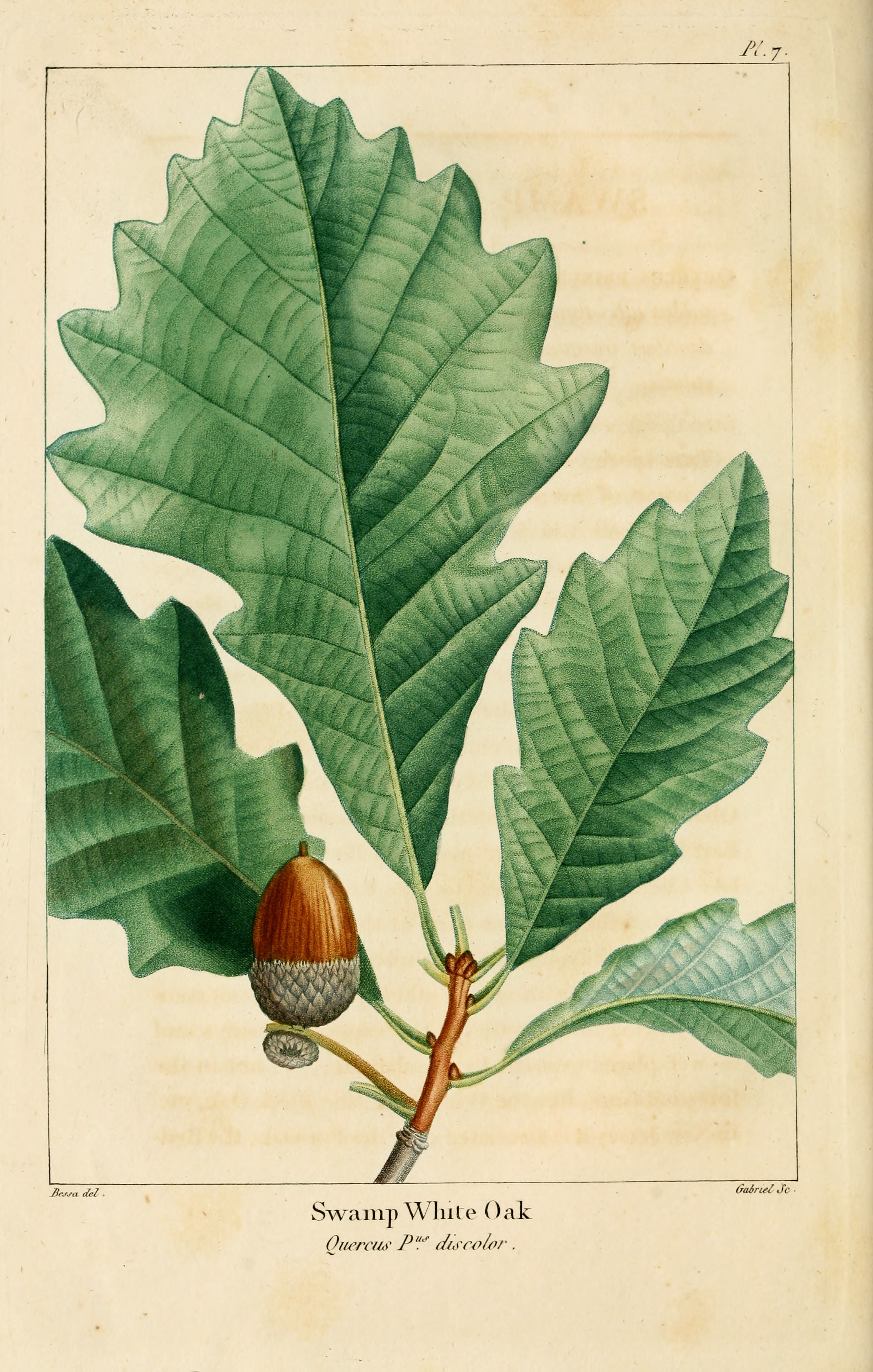
Fulles

Quercus bicolor, el roure blanc dels aiguamolls, és una espècie de roure de la família de les fagàcies (Fagaceae) i està dins de la secció dels roures blancs. És un arbre mitjà on apareix en els boscos mixtos del nord central i del nord-est d'Amèrica del Nord. Té una àrea molt extensa, i pot sobreviure en una varietat d'hàbitats. Creix molt ràpid i pot arribar a viure 300 o 350 anys.
Formen híbrids amb Quercus macrocarpa on s'hibrideixen de manera natural.

## Descripció
El roure blanc dels aiguamolls és un arbre caducifoli. No és un arbre gran, normalment creix entre 20 a 25 m d'alt. L'escorça s'assembla al roure blanc americà, és de color gris fosc, amb escates o plana estriada. Les branques són de color marró clar o marró, 2-3 (-4) mm de diàmetre, glabres. Les gemmes són clares o de color marró fosc, globoses a ovoides, de 2-3 mm, glabres. Les fulles fan (79 -) 120-180 (-215) x (40 -) 70-110 (-160) mm; obovades a estretament el·líptiques o estretament obovades. L'àpex àmpliament arrodonit, base estreta cuneïforme, 3-6 parells de lòbuls poc profunds en apical mig; de color verd brillant i glabres per sobre, de color verd clar blanquinós al revers, planes, pèls adprés-estelades i erectes, 1-4 pèls irradiades, vellutats al tacte; amb 3-7 parells de nervis secundaris. A la tardor, es tornen marrons, marró groguenc, o a vegades vermellós, però generalment, el color no és tan fiable o tan brillant com pot ser el roure blanc americà. Les glans tenen forma de peduncle entre 1,5 a 2 cm (rarament 2,5 cm) de llarg i entre 1 a 2 cm d'ample, madurant aproximadament 6 mesos després de la pol·linització.

## Hàbitat
Generalment, el roure blanc dels aiguamolls creix sol en quatre tipus de boscos diferents: 
Fraxinus nigra - olm americà - Acer rubrum, Auró argentat - olm americà, Quercus macrocarpa, Roure dels pantans - Liquidambar. Ocasionalment el roure blanc dels aiguamolls és abundant en àrees petites. Es troba dins d'una àrea molt àmplia de temperatures mitjanes anuals des dels 16 °C fins als 4 °C. Els extrems en temperatura varien des dels 41 °C fins als -34 °C. La precipitació anual mitjana és des dels 640 ml fins als 1270 ml. El període lliure de gebrada s'estén des dels 210 dies en la part sud de l'àrea de creixement fins als 120 dies en la part nord.
El roure blanc d'aiguamolls creix normalment en sòls hidromorfs. No es troba on és desbordar-se permanent, encara que es troba normalment en valls de corrent amples, sent de manera baixa camps, i els marges de llacs, basses, o aiguamolls.

## Àrea de distribució
El roure blanc dels aiguamolls, és un arbre de terres baixes, que creix a partir del sud-oest de Maine cap a l'oest a Nova York, al sud de Quebec, i al sud d'Ontario, a la part central de Michigan, al nord de Wisconsin, i al sud-est de Minnesota; cap al sud d'Iowa i Missouri; a l'est a Kentucky, Tennessee, Virgínia, i Nova Jersey. Es troba dispers a Carolina del Nord i al nord-est de Kansas. Aquesta espècie és més comuna i arriba a la seva mida més gran a la part occidental de Nova York i al nord d'Ohio.

## Cultiu i usos
És un dels roures blancs més importants per a la producció de fusta. En aquests darrers anys, el roure blanc dels aiguamolls s'ha convertit en un arbre de paisatgisme popular, en part, a causa de la seva relativa facilitat de trasplantament.
El New York Times ha informat que més de 400 arbres de roure blanc dels aiguamolls s'estan plantant a la recentment construïda Plaça Commemoració de l'11 de setembre a Manhattan.

## Taxonomia
Quercus bicolor va ser descrita per Carl Ludwig Willdenow i publicat a Der Gesellsschaft Naturforschender Freunde zu Berlin, neue Schriften 3: 396. 1801.
Etimologia
Quercus: nom genèric del llatí que designava igualment al roure i a l'alzina.
bicolor: epítet llati que significa "amb dos colors".
Sinonímia
- Quercus prinus var. bicolor (Willd.) Spach (1841).
- Quercus discolor var. bicolor (Willd.) Hampton (1886).
- Quercus alba var. palustris Castigl. (1790).
- Quercus prinus var. platanoides Castigl. (1790).
- Quercus prinus var. tomentosa Michx. (1801).
- Quercus prinus var. discolor F.Michx. (1811).
- Quercus bicolor var. mollis Nutt. (1818).
- Quercus mollis Raf. (1838).
- Quercus bicolor var. platanoides (Castigl.) A.DC. in A.P.de Candolle (1864).
- Quercus filiformis Muhl. ex-A.DC. in A.P.de Candolle (1864), pro syn.
- Quercus paludosa Petz. i G.Kirchn. (1864).
- Quercus pannosa Bosc ex-A.DC. in A.P.de Candolle (1864), pro syn.
- Quercus velutina L'Hér. ex-A.DC. in A.P.de Candolle (1864), nom. illeg.
- Quercus bicolor var. angustifolia Dippel (1891).
- Quercus bicolor var. cuneiformis Dippel (1891).
- Quercus platanoides (Castigl.) Sudw. (1892 publ. 1893).[5]